# Фоллс Тауншип (округ Вайомінг, Пенсільванія)
Фоллс Тауншип (англ. Falls Township) — селище (англ. township) в США, в окрузі Вайомінг штату Пенсільванія. Населення — 1692 особи (2020).

## Демографія
Згідно з переписом 2010 року, у селищі мешкало 1995 осіб у 771 домогосподарстві у складі 560 родин. Було 824 помешкання
Расовий склад населення:
| - 97,5 % — білих - 1,1 % — чорних або афроамериканців - 0,1 % — вихідців з тихоокеанських островів - 0,1 % — корінних американців - 0,1 % — азіатів |

До двох чи більше рас належало 0,6 %. Частка іспаномовних становила 1,3 % від усіх жителів.
За віковим діапазоном населення розподілялося таким чином: 24,4 % — особи молодші 18 років, 59,3 % — особи у віці 18—64 років, 16,3 % — особи у віці 65 років та старші. Медіана віку мешканця становила 42,8 року. На 100 осіб жіночої статі у селищі припадало 98,7 чоловіків;  на 100 жінок у віці від 18 років та старших — 95,7 чоловіків також старших 18 років.
Середній дохід на одне домашнє господарство  становив 64 066 доларів США (медіана — 49 792), а середній дохід на одну сім'ю — 71 966 доларів (медіана — 65 083). Медіана доходів становила 50 573 долари для чоловіків та 32 250 доларів для жінок. За межею бідності перебувало 14,1 % осіб, у тому числі 32,1 % дітей у віці до 18 років та 2,9 % осіб у віці 65 років та старших.
Цивільне працевлаштоване населення становило 875 осіб. Основні галузі зайнятості: освіта, охорона здоров'я та соціальна допомога — 25,7 %, роздрібна торгівля — 13,1 %, виробництво — 12,7 %.